# Великов, Борислав
Борислав Любенов Великов (болг. Борислав Любенов Великов; 29 октября 1946, София) — болгарский химик, педагог и политический деятель, с 23 февраля до 17 июня 2005 года был председателем Народного собрания Болгарии.

## Биография
Окончил химический факультет Софийского университета им. Святого Климента Охридского, специализируется в области неорганической и аналитической химии. Он получил доктора в Карловом университете в Праге. Профессионально связан со столичным университетом, где он был профессором и специалистом по гидрохимии.
В 2001 и 2005 годах от имени Национального движения Симеона II (позже преобразовано в Национальное движение за стабильность и подъем) получил мандат члена народного собрания. В 2014 году он вернулся в национальный парламент от Реформатского блока.
Владеет английским, немецким, французским, русским и чешским языками.